# Marie von Suttner

Aufnahme vor 1895

Marie (Maria Louise) Baroness von Suttner (* 22. November 1873 in Wien; † 1948 in Messancy, Belgien) war eine österreichische Schriftstellerin und Novellistin.

## Biografie
Die Nichte von Bertha von Suttner wurde als Tochter des Carl Gundaccar Freiherr von Suttner (* 1842; † 8. Dezember 1889), Ministerialsekretär im K. u. K. Ackerbauministerium in Wien, und der Luise Reichsgräfin von und zu Firmian und Meggel, geboren. Sie hatte drei Brüder.
Bis zu ihrem 16. Lebensjahr wurde sie in einem Kloster erzogen, ehe sie in den Haushalt ihrer Tante Bertha zog. Der Bruder ihres Vaters, Arthur Gundaccar von Suttner, Ehemann von Bertha, hatte erheblichen Einfluss auf ihre Anschauungen. Sie lebte auf Schloss Harmannsdorf bei Eggenburg, dem Stammsitz der Suttners, schrieb Feuilletons für in- und ausländische Zeitschriften, veröffentlichte Übersetzungen und schrieb Novellen. Für Bertha war dieses Zusammenleben recht tragisch, wie man ihren Tagebüchern entnehmen konnte, da sich zwischen Marie und deren Onkel eine Liebesbeziehung entwickelte, die Marie in ihrem Roman Wie es Licht geworden! im Juni 1898 enthüllte. Diese Dreiecksbeziehung endete erst mit seinem Tod im Jahre 1902. 1905 heiratete sie Emil von Haebler und zog mit ihm auf Schloss Gutenbichl bei Schönstein in der Untersteiermark, heute Slowenien. Sie starb 1948.
17 Jahre nach dem Zweiten Weltkrieg wurde im Schloss ein Sanatorium für „Partisanenhelden“ eingerichtet.

## Werke (Auswahl)
- Ihr Opfer. Verlag der Novellenbibliothek, Lübeck 1896.
- Wie es Licht geworden. Autobiografische Novelle. Pierson, Dresden 1898[3]
  - Neuausgabe: Wie es Licht geworden: Autobiografische Novelle Hofenberg, Berlin 2023, ISBN 978-3-7437-4723-4